# Красне (гмина, Пшаснышский повет)
Красне (пол. Krasne) — сельская гмина (волость) в Польше, входит как административная единица в Пшаснышский повет, Мазовецкое воеводство. Население — 3899 человек (на 2004 год).

## Демография
| Перепись                       | Всего   | Всего | Женщины | Женщины | Мужчины | Мужчины |
| ------------------------------ | ------- | ----- | ------- | ------- | ------- | ------- |
| Единицы                        | человек | %     | человек | %       | человек | %       |
| Население                      | 3899    | 100   | 1935    | 49,6    | 1964    | 50,4    |
| Плотность населения (чел./км²) | 38,6    | 38,6  | 19,2    | 19,2    | 19,5    | 19,5    |

## Сельские округа
1. Бартолды
2. Бжозово-Вельке
3. Горонца
4. Грабово-Вельке
5. Козин
6. Краски-Слесице
7. Красне
8. Красне-Эльжбецин
9. Курово
10. Милево-Бжегенды
11. Милево-Швейки
12. Милево-Табулы
13. Милево-Рончки
14. Мосаки-Рукле
15. Мосаки-Стара-Весь
16. Несёбенды
17. Нове-Жмиево
18. Новокрасне
19. Пенчки-Козлово
20. Стары-Янин
21. Шлясы-Жальне
22. Венжево
23. Залесе
24. Зелёна
25. Жбики
26. Жбики-Гавронки

## Поселения
1. Аугустув
2. Бараньце
3. Бжозово-Мале
4. Домбки
5. Дембова-Карчма
6. Филипы
7. Годаче
8. Грабово-Генсе
9. Грабувко
10. Густавин
11. Хеленув
12. Илувко
13. Язвины
14. Каменице-Слесице
15. Курувко
16. Лышково
17. Милево-Былице
18. Милево-Гавары
19. Милево-Кульки
20. Милево-Рущыны
21. Нова-Весь
22. Шлясы-Леще
23. Шлясы-Умемы
24. Зелёнки
25. Жбики-Антосы
26. Жбики-Кежки
27. Жбики-Старки

## Соседние гмины
1. Гмина Чернице-Борове
2. Гмина Голымин-Осьродек
3. Гмина Карнево
4. Гмина Опиногура-Гурна
5. Гмина Плонявы-Брамура
6. Гмина Пшасныш